# Campeonato Paranaense de Futebol de 2018 - Segunda Divisão
A Segunda Divisão do Campeonato Paranaense de Futebol 2018, foi a 54ª edição da competição, e conta com a participação de 10 clubes. Sua organização, é de competência da Federação Paranaense de Futebol.
Foram disponibilizadas duas vagas a Primeira Divisão de 2019, já os dois clubes que terminaram a primeira fase nas duas últimas posições estarão automaticamente rebaixados à Terceira Divisão de 2019 do próximo ano.

## Regulamento[1]
Como na edição anterior, o Paranaense contará com 3 fases:
- Primeira Fase: As equipes se enfrentam em turno único, em nove rodadas. Os oito melhores avançam à segunda fase, enquanto os última descenderão para a Terceira Divisão.
- Segunda Fase: Os times que avançaram serão divididos em dois grupos e se enfrentam dentro de cada grupo em turno e returno. O grupo 1 será composto pelo 1º Colocado, 4º Colocado, 5º Colocado e 8º Colocado da fase anterior. Já o grupo 2 pelo 2º Colocado, 3º Colocado, 6º Colocado e 7º Colocado. O melhor time de cada grupo estará classificado para a final e as duas equipes conquistarão o acesso à Primeira Divisão.
- Terceira Fase: Em partida de ida e volta será conhecido o campeão de 2018.

### Critérios de desempate
1. Maior número de vitórias;
2. Maior saldo de gols
3. Maior número de gols a favor;
4. Menor número de cartões vermelhos;
5. Menor número de cartões amarelos;
6. Sorteio.

## Equipes participantes
* Com a desistência do J.Malucelli, o Batel foi convidado a participar da competição.

## Primeira Fase

### Classificação
| Pos | Equipes            | Pts | J | V | E | D | GP | GC | SG  | %  | Classificação ou rebaixamento                     |
| --- | ------------------ | --- | - | - | - | - | -- | -- | --- | -- | ------------------------------------------------- |
| 1   | Operário-PR        | 25  | 9 | 8 | 1 | 0 | 26 | 5  | +21 | 93 | Zona de classificação para a Segunda Fase         |
| 2   | Independente-PR    | 18  | 9 | 5 | 3 | 1 | 14 | 7  | +7  | 67 | Zona de classificação para a Segunda Fase         |
| 3   | Paranavaí          | 16  | 9 | 4 | 3 | 2 | 11 | 7  | +4  | 59 | Zona de classificação para a Segunda Fase         |
| 4   | PSTC               | 16  | 9 | 4 | 4 | 1 | 17 | 8  | +9  | 59 | Zona de classificação para a Segunda Fase         |
| 5   | Batel              | 11  | 9 | 3 | 2 | 4 | 12 | 11 | +1  | 41 | Zona de classificação para a Segunda Fase         |
| 6   | Cascavel CR        | 11  | 9 | 3 | 2 | 4 | 11 | 14 | –3  | 41 | Zona de classificação para a Segunda Fase         |
| 7   | Rolândia           | 10  | 9 | 2 | 4 | 3 | 13 | 16 | –3  | 37 | Zona de classificação para a Segunda Fase         |
| 8   | Iraty              | 9   | 9 | 2 | 3 | 4 | 15 | 17 | –2  | 33 | Zona de classificação para a Segunda Fase         |
| 9   | Andraus            | 7   | 9 | 2 | 1 | 6 | 12 | 17 | –5  | 26 | Zona de rebaixamento para a Terceira Divisão 2019 |
| 10  | Portuguesa-PR[APL] | –5  | 9 | 0 | 1 | 8 | 4  | 33 | –29 | 4  | Zona de rebaixamento para a Terceira Divisão 2019 |

- APL ^ A Portuguesa perdeu 6 pontos por escalação irregular de atleta.

### Confrontos
Para ler a tabela, a linha horizontal representa os jogos da equipe como mandante. A coluna vertical indica os jogos da equipe como visitante.
|                 | AND | BAT | CAS | IND | ISC | OPE | ACP | APL | PST | ROL |
| --------------- | --- | --- | --- | --- | --- | --- | --- | --- | --- | --- |
| Andraus         | —   |     | 0-0 | 1-2 | 0-3 |     |     |     | 0-4 |     |
| Batel           | 1-0 | —   | 0-1 | 0-0 |     |     |     |     | 1-2 |     |
| Cascavel CR     |     |     | —   | 2-3 | 1-1 | 0-2 | 1-0 |     |     | 2-3 |
| Independendente |     |     |     | —   | 3-0 |     | 1-0 | 3-0 | 0-0 |     |
| Iraty           |     | 1-2 |     |     | —   | 1-4 | 1-2 |     | 2-2 | 2-2 |
| Operário-PR     | 2-1 | 5-0 |     | 3-1 |     | —   |     | 4-0 |     | 4-1 |
| Paranavaí       | 3-1 | 1-0 |     |     |     | 1-1 | —   | 2-0 |     | 1-0 |
| Portuguesa      | 0-5 | 1-8 | 0-3 |     | 1-4 |     |     | —   |     |     |
| PSTC            |     |     | 5-1 |     |     | 0-1 | 2-1 | 1-1 | —   | 1-1 |
| Rolândia        | 2-4 | 0-0 |     | 1-1 |     |     |     | 3-1 |     | —   |

| Vitória do mandante; Vitória do visitante; Empate | Em vermelho os jogos da próxima rodada; Em negrito os jogos "clássicos". |

### Desempenho por rodada
Clubes que lideraram o campeonato ao final de cada rodada:
| 1   | 2   | 3   | 4   | 5   | 6   | 7   | 8   | 9   |
| IND | IND | IND | OPE | OPE | OPE | OPE | OPE | OPE |

Clubes que ficaram na última posição do campeonato ao final de cada rodada:
| 1   | 2   | 3   | 4   | 5   | 6   | 7   | 8   | 9   |
| BAT | AND | AND | AND | APL | APL | APL | APL | APL |

## Segunda Fase

### Grupo 1
| Pos | Equipes     | Pts | J | V | E | D | GP | GC | SG  | %  |
| --- | ----------- | --- | - | - | - | - | -- | -- | --- | -- |
| 1   | Operário-PR | 16  | 6 | 5 | 1 | 0 | 15 | 3  | +12 | 89 |
| 2   | PSTC        | 10  | 6 | 3 | 1 | 2 | 9  | 8  | +1  | 55 |
| 3   | Iraty       | 4   | 6 | 1 | 1 | 4 | 2  | 11 | –9  | 22 |
| 4   | Batel       | 3   | 6 | 0 | 3 | 3 | 4  | 8  | –4  | 16 |

|             | BAT | ISC | OPE | PST |
| ----------- | --- | --- | --- | --- |
| Batel       | –   | 0–0 | 1–1 | 1–1 |
| Iraty       | 1–0 | –   | 1–2 | 0–3 |
| Operário-PR | 2–0 | 5–0 | –   | 3–1 |
| PSTC        | 3–2 | 1–0 | 0–2 | –   |

#### Desempenho por rodada
Clubes que lideraram o grupo ao final de cada rodada:
| 1   | 2 | 3 | 4 | 5 | 6 |
| OPE |   |   |   |   |   |

### Grupo 2
| Pos | Equipes         | Pts | J | V | E | D | GP | GC | SG | %  |
| --- | --------------- | --- | - | - | - | - | -- | -- | -- | -- |
| 1   | Cascavel CR     | 13  | 6 | 4 | 1 | 1 | 9  | 6  | +3 | 72 |
| 2   | Independente-PR | 10  | 6 | 3 | 2 | 1 | 11 | 5  | +6 | 55 |
| 3   | Paranavaí       | 5   | 6 | 1 | 2 | 3 | 9  | 11 | –2 | 28 |
| 4   | Rolândia        | 5   | 6 | 1 | 2 | 3 | 4  | 11 | –7 | 28 |

|                 | CAS | IND | ACP | ROL |
| --------------- | --- | --- | --- | --- |
| Cascavel CR     | –   | 2–0 | 2–1 | 1–0 |
| Independente-PR | 1–1 | –   | W–0 | 5–0 |
| Paranavaí       | 4–1 | 1–2 | –   | 1–1 |
| Rolândia        | 0–1 | 1–0 | 2–2 | –   |

#### Desempenho por rodada
Clubes que lideraram o grupo ao final de cada rodada:
| 1   | 2 | 3 | 4 | 5 | 6 |
| CCR |   |   |   |   |   |

## Final
Jogo de ida
| 09 de maio | Cascavel CR | 1 – 2  | Operário-PR             | Estádio Olímpico Regional, Cascavel                         |
| 20:15      | Louback 88' | Súmula | 38' Pedrinho · 54' Yuri | Público: 202 Renda: R$ 3.420,00 Árbitro: PR Robson Babinski |

| Cascavel CR | Operário-PR |

Jogo de volta
| 16 de maio | Operário-PR                                                                          | 7 – 0  | Cascavel CR | Estádio Germano Krüger, Ponta Grossa                                 |
| 20:15      | Alisson 15' · Lucas Batatinha 25', 27', 45+1' · Erick 69' · Pedrinho 72' · Dione 82' | Súmula |             | Público: 4 588 Renda: R$ 104.275,00 Árbitro: PR Marcelo Sales Corrêa |

| Operário-PR | Cascavel CR |

## Classificação Geral
O campeão e o vice serão os clubes que participarem da Terceira Fase da competição. Da terceira a oitava colocação serão ocupadas pelo clubes que participaram da Segunda Fase sendo considerado apenas a pontuação obtida na Segunda Fase. E as duas últimas posições serão ocupadas pelos clubes não classificados a Segunda Fase.
| Pos | Equipes            | Pts | J  | V  | E | D | GP | GC | SG  | %  | Classificação                                 |
| --- | ------------------ | --- | -- | -- | - | - | -- | -- | --- | -- | --------------------------------------------- |
| 1   | Operário-PR        | 47  | 17 | 15 | 2 | 0 | 50 | 9  | +41 | 92 | Campeão e acesso a Primeira Divisão 2019      |
| 2   | Cascavel CR        | 24  | 17 | 7  | 3 | 7 | 21 | 29 | -8  | 47 | Vice-Campeão e acesso a Primeira Divisão 2019 |
| 3   | Independente-PR    | 28  | 15 | 8  | 4 | 3 | 25 | 12 | +13 | 62 | Eliminados na segunda fase                    |
| 4   | PSTC               | 26  | 15 | 7  | 4 | 3 | 26 | 16 | +10 | 58 | Eliminados na segunda fase                    |
| 5   | Paranavaí          | 21  | 15 | 6  | 3 | 6 | 20 | 18 | +2  | 47 | Eliminados na segunda fase                    |
| 6   | Rolândia           | 15  | 15 | 3  | 6 | 6 | 17 | 27 | –10 | 33 | Eliminados na segunda fase                    |
| 7   | Batel              | 14  | 15 | 3  | 5 | 7 | 16 | 19 | –3  | 31 | Eliminados na segunda fase                    |
| 8   | Iraty              | 13  | 15 | 3  | 4 | 8 | 17 | 28 | –11 | 29 | Eliminados na segunda fase                    |
| 9   | Andraus            | 7   | 9  | 2  | 1 | 6 | 12 | 17 | –5  | 26 | Rebaixados a Terceira Divisão 2019            |
| 10  | Portuguesa-PR[APL] | –5  | 9  | 0  | 1 | 8 | 4  | 33 | –29 | 4  | Rebaixados a Terceira Divisão 2019            |

- APL ^ A Portuguesa perdeu 6 pontos por escalação irregular de atleta.

## Premiação
| Segunda Divisão 2018            |
| Ponta Grossa                    |
| ------------------------------- |
| Operário-PR Campeão (2º título) |